# Wiedemar

Wiedemar  est une commune de Saxe (Allemagne), située dans l'arrondissement de Saxe-du-Nord, dans le district de Leipzig.

## Personnalités
- Karl Unger (1782-1835), chirurgien né à Lissa ;
- Bruno Garlepp (1845-1916), peintre et compositeur allemand.